# Oreobates barituensis
Oreobates barituensis es una especie de anfibio del género Oreobates perteneciente a la familia Craugastoridae. Es un taxón endémico de las selvas de las yungas del noroeste argentino, y tal vez su prolongación en el sur de Bolivia.

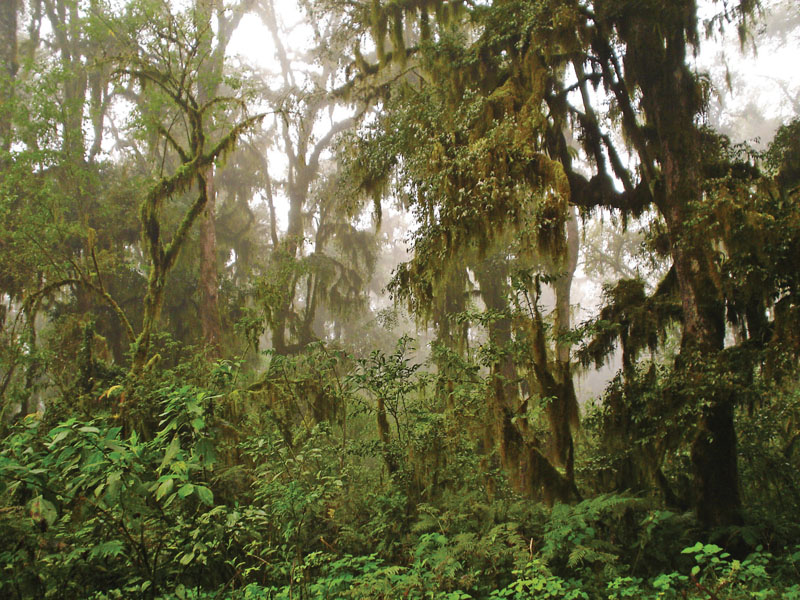
Selva montana, el ecosistema en que habita esta especie.

## Distribución y hábitat
Esta especie habita en selvas, bosques montanos, y pastizales asociados correspondientes a la ecorregión terrestre yungas andinas australes en altitudes comprendidas entre los 1100 y los 1725 m s. n. m.. Se distribuye de manera endémica en el noroeste de la Argentina, en las provincias de Salta y Jujuy. Es posible que también se distribuya en el extremo sur de Bolivia en el departamento de Tarija, el cual es limítrofe con el parque nacional Baritú, donde fue coleccionado el ejemplar tipo.

### Salta
Departamento de Orán
- Tablada —1725 m s. n. m.—.[1]

Departamento Santa Victoria.
- Baritú —1100 m s. n. m.—
- Arazay —1300 m s. n. m.—
- Lipeo —1300 m s. n. m.—

### Jujuy
Departamento de Valle Grande
- Valle Grande arroyo La Loza y ruta provincial 83 —1622 m s. n. m.—.[1]

## Taxonomía
Esta especie fue descrita originalmente en el año 2008 por los herpetólogos Marcos Vaira y Liliana Ferrari.
El ejemplar holotipo es el: FML 21079 (número de campo: MV 268). Es un macho adulto; Marcos Vaira lo capturó el 25 de octubre de 2001, en el momento en que el animal emitía su canto.
La localidad tipo es: Baritú, Departamento Santa Victoria, Provincia Salta, Argentina (22°29′58.53″S 64°45′40.83″O / -22.4995917, -64.7613417), a 1100 m s. n. m.
Etimología
Etimológicamente, el nombre específico barituensis se compone de la palabra "Baritú" y el sufijo en latín ensis, que significa: 'vive en' o 'que vive'. De esa manera se recuerda al lugar donde fue colectado el ejemplar tipo que sirvió para describir la especie: el parque nacional Baritú.

## Características y costumbres
Esta especie es similar a algunas otras del género Oreobates: O. cruralis, y O. ibischi (ambas de Bolivia) y con O. discoidalis, la que habita en ambientes selváticos de las yungas, siendo sintópica y simpátrica con O. barituensis, si bien esta última presenta considerables diferencias en su canto nupcial. La longitud (hocico-cloaca) del ejemplar tipo es de 27,9 mm. Es poco lo que se sabe de esta especie; posiblemente se alimenta de insectos.